# Sacca di Demjansk
Con il termine sacca di Demjansk (tedesco: Kesselschlacht von Demjansk o Festung Demjansk, russo: Демянский котёл) si identifica nella storiografia della seconda guerra mondiale la lunga battaglia sul Fronte orientale, combattuta dal 7 gennaio fino al 20 maggio 1942 nell'area intorno alla città di Demjansk, in cui erano state accerchiati in una sacca dalle forze dell'Armata Rossa quasi 100000 soldati tedeschi.
Il comando tedesco riuscì a mantenere le posizioni intorno a Demjansk, a rifornire per oltre due mesi le truppe accerchiate con un efficace "ponte aereo" e a sbloccare la sacca in primavera con un attacco che permise di riaprire i collegamenti con le forze isolate. I sovietici, impegnati nella loro offensiva generale invernale, successiva al fallimento dell'operazione Barbarossa, persero l'occasione di distruggere le notevoli forze nemiche accerchiate e furono costretti a lasciare sul posto grandi forze per bloccare la sacca, indebolendo la loro spinta offensiva.
I combattimenti nell'area di Demjansk peraltro continuarono anche dopo lo sblocco e terminarono solo nel marzo 1943 con l'evacuazione della sacca da parte tedesca dopo il peggioramento generale della situazione della Wehrmacht all'est a seguito della sconfitta a Stalingrado.
La battaglia della sacca di Demjansk fu uno dei più violenti e aspri scontri combattuti sul fronte orientale e in assoluto la più lunga battaglia di accerchiamento della seconda guerra mondiale.

## Offensiva generale sovietica invernale

### Decisioni e preparativi sovietici
Nel corso della riunione a Mosca della sera del 5 gennaio 1942 Iosif Stalin e lo Stavka presero la fondamentale decisione di trasformare la riuscita controffensiva di Mosca in un grande attacco generale lungo tutto il fronte orientale con l'ambizioso scopo di distruggere i principali raggruppamenti nemici e ottenere una vittoria decisiva entro la fine dell'inverno. La riunione, a cui parteciparono anche il maresciallo Boris Šapošnikov, e i generali Aleksandr Michajlovič Vasilevskij e Georgij Konstantinovič Žukov, fu caratterizzata dall'ostinata volontà di Stalin di non dare tregua ai tedeschi e di estendere l'offensiva in tutti i settori più importanti nonostante le carenze dell'Armata Rossa dopo le pesanti perdite dell'operazione Barbarossa e le difficoltà di organizzare grandi operazioni strategiche in pieno inverno.
Il progetto complessivo di Stalin prevedeva la distruzione contemporanea dei tre gruppi d'armate tedeschi schierati sul fronte orientale: il Gruppo d'armate Nord sarebbe stato attaccato dal Fronte di Leningrado, dal Fronte del Volchov e da parte del Fronte Nord-Occidentale che avrebbero dovuto sbloccare Leningrado; il Gruppo d'armate Centro sarebbe stato accerchiato dagli attacchi a tenaglia del Fronte di Kalinin e del Fronte Occidentale, rafforzati sui fianchi da parte del Fronte Nord-Occidentale e del Fronte di Brjansk. Infine il Gruppo d'armate Sud sarebbe stato attaccato dal Fronte Meridionale e dal Fronte Sud-Occidentale, mentre il Fronte di Crimea avrebbe riconquistato la penisola sul Mar Nero.
Il generale Pavel Alekseevič Kuročkin, comandante del Fronte Nord-Occidentale, aveva ricevuto le prime direttive dello Stavka fin dal 17 dicembre 1941; esse prevedevano una ambiziosa doppia offensiva in direzioni divergenti da parte delle sue forze. Le sue armate del fianco sinistro avrebbero dovuto avanzare in profondità verso sud-ovest per centinaia di chilometri fino alla regione a ovest di Smolensk dove, in cooperazione con le truppe del Fronte di Kalinin del generale Ivan Stepanovič Konev, si sarebbero congiunte, alle spalle del Gruppo d'armate Centro tedesco, con le armate del Fronte Occidentale del generale Georgij Žukov. Contemporaneamente un secondo attacco sarebbe stato sferrato sul fianco destro del Fronte Nord-Occidentale per conquistare Staraja Russa ed avanzare in direzione nord-ovest sul fianco del Gruppo d'armate Nord; il centro delle forze del generale Kuročkin avrebbe dovuto invece agganciare frontalmente il raggruppamento tedesco concentrato nella regione di Demjansk, sulle alture strategiche del Valdaj.
La missione affidata dal generale Kuročkin era molto difficile e quasi ineseguibile per le forze del Fronte Nord-Occidentale a causa soprattutto delle gravi carenze organizzative; nonostante lo stretto controllo di Stalin e del maresciallo Šapošnikov la struttura logistica del fronte era totalmente inadeguata per consentire il controllo di due offensive invernali in direzioni divergenti. Il terreno di battaglia era paludoso e boscoso ed intersecato da numerosi corsi d'acqua, ghiacciati ma di grave intralcio per una rapida avanzata. Le linee di comunicazioni erano in stato deplorevole: la principale linea ferroviaria disponibile (Mosca-Kalinin-Bolodorog) e la sola strada da Jaroslavl'-Rybinsk erano danneggiate e bombardate dalla Luftwaffe; la loro capacità di trasporto era insufficiente ed in parte doveva anche provvedere alle necessità del Fronte di Kalinin. La grave carenza di autocarri e di carburante rendeva difficile il trasporto dei materiali dai terminali ferroviari alle truppe in prima linea; le riserve di cibo, carburante e munizioni erano molto limitate.

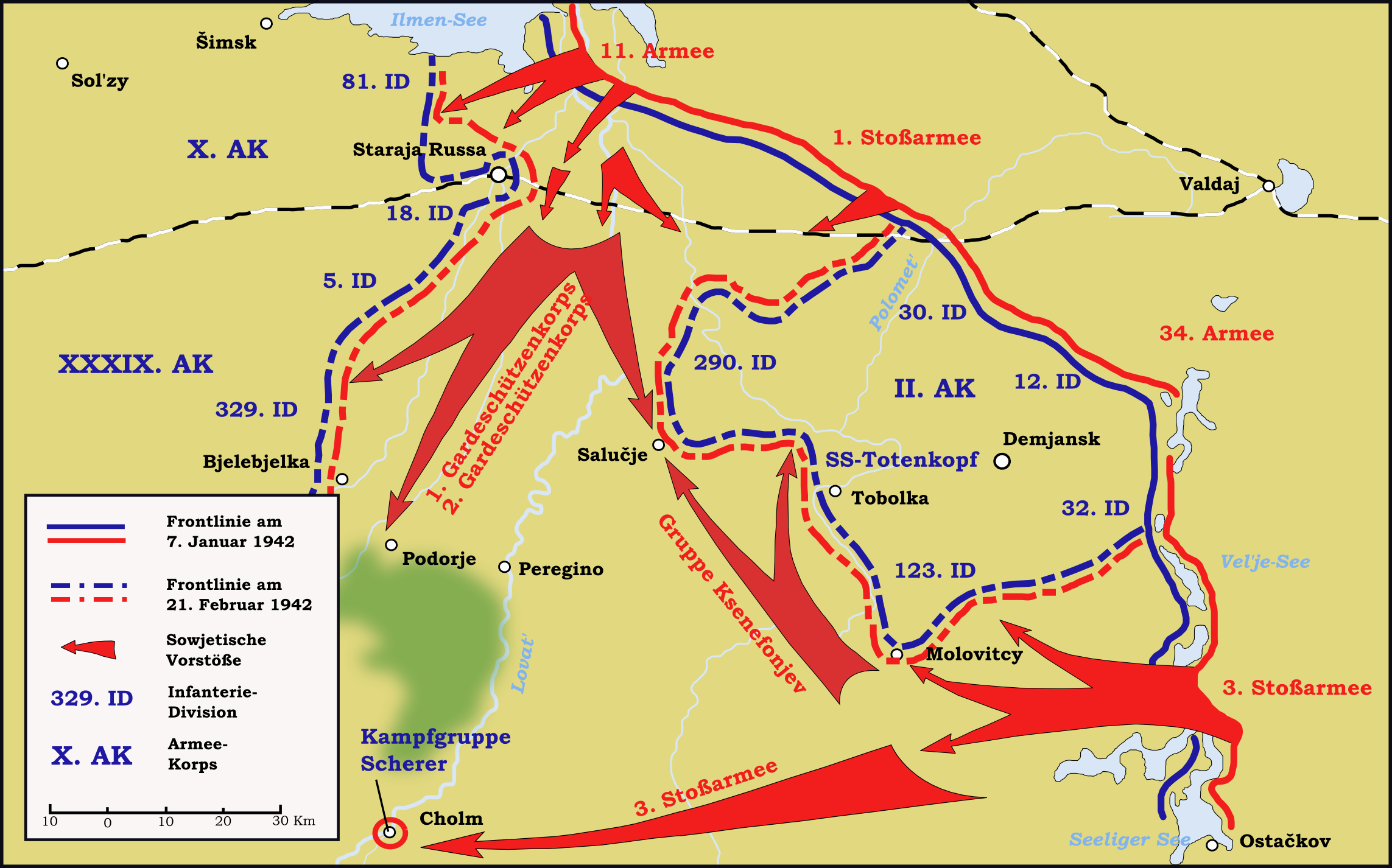
Carta delle operazioni con la formazione della sacca di Demjansk

Le forze assegnate al generale Kuročkin erano incomplete e ancora in corso di organizzazione: la 11ª Armata del generale Vasilij Morozov che doveva attaccare Staraja Russa, non disponeva di riserve; la 34ª Armata del generale Nikolaj Ėrastovič Berzarin doveva contenere il forte raggruppamento tedesco di Demjansk con sole cinque divisioni ed un reggimento anticarro; il generale Kuročkin evidenziò l'importanza strategica dell'altopiano e della città di Demjansk e le sue preoccupazione per il settore sarebbero state confermate dall'andamento delle operazioni. Le due armate più forti assegnate al Fronte Nord-Occidentale erano la 3ª Armata d'assalto del generale Maksim Alekseevič Purkaev e la 4ª Armata d'assalto del generale Andrej Erëmenko che avrebbero dovuto sferrare l'attacco principale sul fianco sinistro e le spalle del Gruppo d'armate Centro. Affidata all'esperto generale Erëmenko, che era stato in precedenza durante la battaglia di Smolensk superiore di Kuročkin, la 4ª Armata d'assalto avrebbe dovuto essere costituita da otto divisioni e tre brigate di fucilieri, quattro reggimenti d'artiglieria, tre battaglioni di carri e dieci battaglioni di sciatori ma era ancora in fase di raggruppamento e gravemente carente di mezzi. Al momento era pronta solo la 249ª Divisione fucilieri del colonnello Tarasov costituita con reparti delle guardie di frontiera.
Nella seconda metà di dicembre il generale Kuročkin fu impegnato a rafforzare il suo schieramento ed a migliorare l'organizzazione delle sue truppe, ma il comandante rimaneva dubbioso sulla fattibilità dei piani dello Stavka; allo stesso tempo, il generale Erëmenko (che, avendo un accesso diretto a Stalin, sostenne con quest’ultimo un colloquio personale a Mosca) aveva scarsa fiducia nelle capacità strategiche del suo superiore; permaneva inoltre una grave carenza di vettovagliamento e le truppe erano quasi senza viveri. Nonostante le grandi difficoltà logistiche e le gravi carenze di viveri e di equipaggiamenti, i piani offensivi sovietici continuarono e il 2 gennaio 1942 il generale Kuročkin diramò le sue direttive definitive: l'attacco principale sarebbe stato sferrato sulla sinistra con la 3ª e la 4ª Armata d'assalto prima in direzione di Ostakov e Toropets, sede di grandi depositi di viveri tedeschi, e quindi verso un punto ad ottanta chilometri a ovest di Vjazma dove le operazioni del Fronte Nord-Occidentale si sarebbero connesse con quelle del Fronte di Kalinin del generale Konev e con quelle del Fronte Occidentale del generale Žukov che avrebbero dovuto distruggere il forte raggruppamento nemico di Vjazma. L'offensiva sovietica avrebbe avuto inizio il 7 gennaio sul fronte del generale Konev; il 10 gennaio avrebbero attaccato le armate di destra del generale Žukov, mentre il generale Kuročkin avrebbe attaccato il 9 gennaio.

### La Wehrmacht in difesa

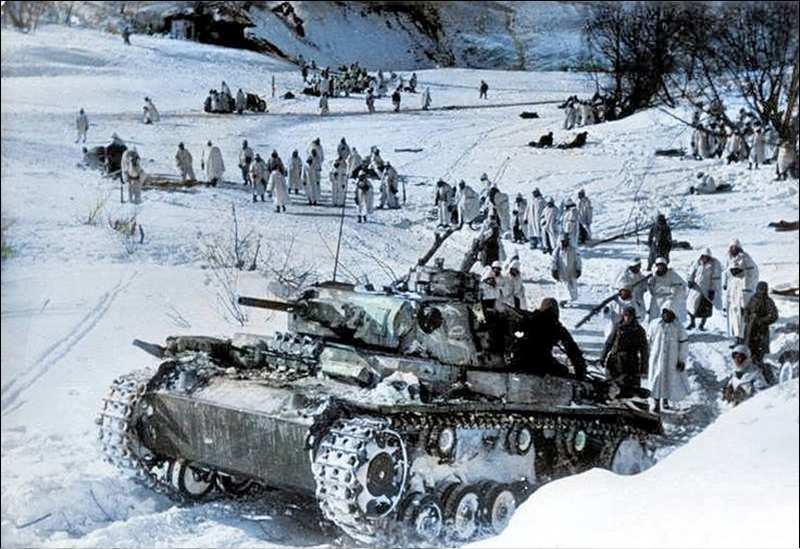
Forze tedesche vicino a Demjansk, 21 marzo 1942

Il 28 dicembre 1941 Adolf Hitler, dopo aver assunto anche il comando supremo dell'esercito al posto del destituito feldmaresciallo Walther von Brauchitsch, diramò una direttiva fondamentale in cui delineava e descriveva nel dettaglio la strategia e la tattica prescritta tassativamente alla esauste forze tedesche impegnate sul fronte orientale. Dopo i disastri iniziali seguiti alla controffensiva sovietica di fronte a Mosca a partire dal 5 dicembre, il Führer riteneva pericoloso e potenzialmente catastrofico continuare a ripiegare allo scoperto nel pieno dell'inverno senza mezzi adeguati e sotto la crescente pressione nemica. Quindi Hitler richiedeva che le truppe arrestassero la ritirata e organizzassero posizioni da difendere ad oltranza costringendo i sovietici a costosi attacchi frontali.
Nel settore settentrionale del fronte orientale, il feldmaresciallo Wilhelm Ritter von Leeb, comandante in capo del Gruppo d'armate Nord, non condivideva questi disposizioni operative e, di fronte agli attacchi sovietici per cercare di sbloccare Leningrado e alle difficoltà del rigido clima invernale, avrebbe preferito far ripiegare le forze della 16ª Armata del generale Ernst Busch dalle loro posizioni esposte a sud-est del lago Il'men', fino a posizioni più arretrate dietro il fiume Lovat'. Il generale Busch concordava con queste prudenti valutazioni che peraltro furono tassativamente respinte da Hitler che proibì ogni ritirata. Di conseguenza il generale Busch, costretto a mantenere le sue posizioni, organizzò una serie di capisaldi fortificati (Stützpunkt) soprattutto nel settore centrale del fronte, in particolare intorno a Demjansk e ai nodi di comunicazione di Toropec e Staraja Russa; egli riteneva invece meno pericolosi i settori laterali delle linee caratterizzati da zone paludose e fittamente boscose apparentemente quasi impraticabili. Il feldmaresciallo von Leeb cercò di rafforzare lo schieramento della 16ª Armata inviando la 18ª Divisione motorizzata a Staraja Russa e richiedendo due divisioni di rinforzo all'alto comando.
Il generale Busch difendeva il settore compreso tra il lago Il'men e il lago Seliger con due corpi d'armata; le forze tedesche erano esperte e disciplinate ma erano indebolite e avevano già subito oltre 42000 perdite durante l'operazione Barbarossa; i reparti difendevano ampi settori del fronte con il sistema dei capisaldi lasciando larghe zone coperte solo da pattuglie di ricognizione. L'armata disponeva di modeste riserve di mezzi corazzati ma era ben fornita di artiglieria: i due corpi d'armata avevano 320 cannoni campali anche se la disponibilità di munizioni era insufficiente; l'artiglieria anticarro invece era debole e equipaggiata in gran parte ancora con i vecchi cannoni da 37 mm; solo tre o quattro cannoni da 50 mm erano disponibili per ogni divisione.
Il settore tra il lago Il'men e Demjansk era sbarrato dal 30º corpo d'armata del generale Christian Hansen che schierava la 290ª Divisione fanteria a nord, distesa su oltre 45 chilometri di fronte, e la 30ª Divisione fanteria e il grosso della Divisione motorizzata SS "Totenkopf" al centro e a sud; in riserva il generale Hansen manteneva un reggimento di fanteria, mentre la 18ª Divisione motorizzata era appena arrivata a Staraja Russa. Il settore compreso tra Demjansk e il Lago Seliger era invece presidiato dal 2º Corpo d'armata del generale Walter von Brockdorff-Ahlefeldt che era in migliori condizioni e aveva subito perdite minori; a nord erano schierate la 12ª Divisione fanteria e la 32ª Divisione fanteria, mentre il settore meridionale lacustre ampio oltre 70 chilometri era difeso dalla più debole 123ª Divisione fanteria; il 5 gennaio 1942 erano arrivati a Toropec due reggimenti di fanteria di rinforzo provenienti dalla Francia.

## La battaglia

### Attacchi verso Staraja Russa

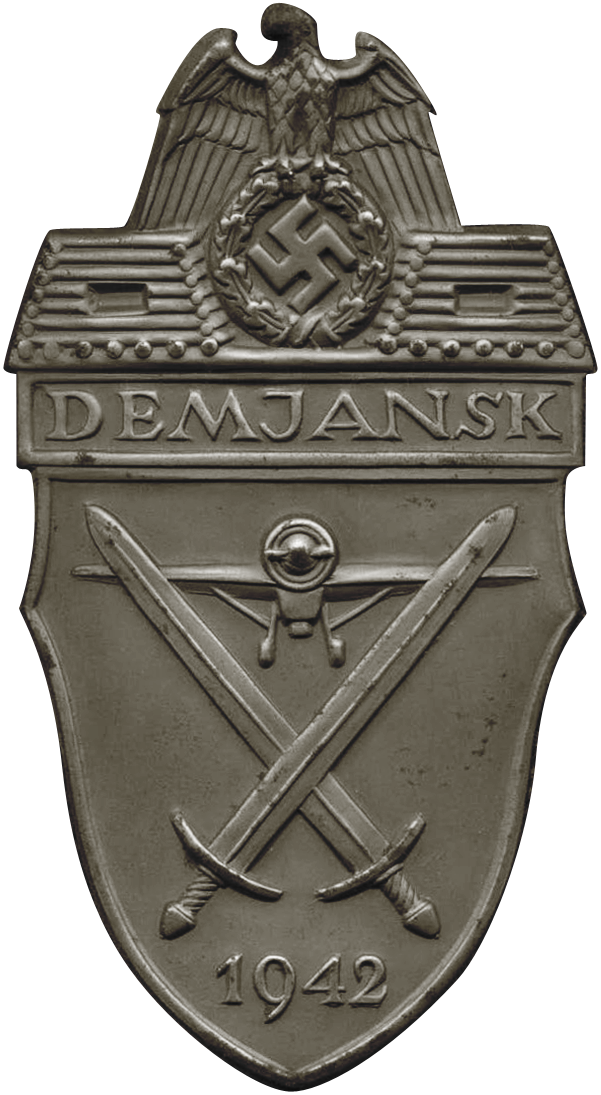
Lo Scudo di Demjansk assegnato ai soldati partecipanti alla battaglia

L'offensiva invernale del Fronte Nord-occidentale del generale Kuročkin ebbe inizio nel settore della 11ª Armata del generale Morozov la sera del 7 gennaio 1942 nell'impervio territorio paludoso e boscoso a sud del Lago Ilmen. Il generale Hansen, comandante del 30º Corpo d'armata riteneva che a causa delle caratteristiche del terreno e della mancanza di vie di comunicazioni, fosse impossibile per il nemico sferrare grandi attacchi; egli quindi aveva organizzato capisaldi difensivi nei villaggi di Vzvad e Tulitovo mentre all'aperto agivano solo piccole pattuglie della 290ª Divisione di fanteria.
In realtà invece il generale Kuročkin, nonostante le difficoltà del territorio, diede ordine al generale Morozov di attaccare con due divisioni fucilieri rinforzate con gruppi di sciatori e truppe d'assalto attraverso i fiumi Vergot e Lovat; i sovietici riuscirono ad aprire, sfruttando anche il ghiaccio sul Lago Ilmen, uno stretto corridoio attraverso il quale si infiltrarono di sorpresa i reparti di testa che superarono i due corsi d'acqua e avanzarono nella notte a sud-ovest lungo la valle del fiume Red'ja, un affluente del Lovat. Le unità dell'Armata Rossa proseguirono in direzione di Staraja Russa ed entro le ore 10.00 dell'8 gennaio accerchiarono la cittadina di Vzvad dove la guarnigione tedesca, guidata dal capitano Günther Prühl, respinse i primi attacchi e, secondo gli ordini ricevuti dal generale Hansen, organizzò la difesa della posizione.
Il comandante del 30º Corpo d'armata tedesco, generale Hansen, cercò durante la notte dell'8 gennaio di rafforzare le linee ed impedire un crollo del fianco sinistro della sua formazione; la 18ª Divisione motorizzata del colonnello Werner von Erdmannsdorff doveva sbarrare l'accesso a Staraja Russa con il rinforzo di battaglione da ricognizione di Waffen-SS della Divisione "Totenkopf"; due battaglioni furono portati avanti per rinforzare alcuni capisaldi mentre furono organizzati in fretta campi minati a protezione dei villaggi più minacciati.

### Accerchiamento del 2º Corpo d'armata tedesco
L'8 febbraio 1942 le truppe sovietiche circondarono il II Corpo d'armata tedesco (che comprendeva la 12ª, 30ª, 32ª, 123ª e 290ª divisione di fanteria, la divisione Waffen-SS "Totenkopf"; oltre a vari elementi del RAD, della Polizia, dell'Organizzazione Todt e altre unità ausiliarie russe), agli ordini del General der Infanterie von Brockdorff-Ahlefeldt. A queste forze si contrapponevano 18 divisioni di fanteria sovietiche.
I tedeschi, rispettando l'ordine di Hitler di non arrendersi, rimasero circondati per 14 settimane, venendo riforniti di cibo e munizioni con un ponte aereo della Luftwaffe: alla fine delle ostilità, il 21 aprile, i tedeschi avevano avuto 3335 caduti e più di 10000 feriti (in gran parte congelati) su 100000 uomini; tuttavia la resistenza ad oltranza aveva permesso all'Oberkommando der Wehrmacht (OKW) di tenere impegnato un gran numero di forze russe che altrimenti avrebbero potuto essere impegnate in altre zone del fronte.
I combattimenti nell'area durarono fino all'ottobre del 1942; per il suo eccellente comando ed il particolare spirito combattivo dimostrato dalla sua divisione, Theodor Eicke divenne l'88° soldato tedesco a essere decorato con le Fronde di Quercia della Croce di Cavaliere, il 20 maggio 1942.